# Symfonie (Mägi)
Ester Mägi componeerde haar enige Symfonie in 1968. Zijzelf beschouwt het als een ommekeer in haar stijl van componeren. Waren de composities van voor die tijd veelal doordrongen van volksmuziek; met deze symfonie schreef ze voor het eerst voor groot orkest en met meer kracht. Het is duidelijk te horen dat ze les heeft gehad van Vissarion Sjebalin, die zelf weer les heeft gehad van Dmitri Sjostakovitsj. De teneur van de symfonie neigt naar de stemmingen die Sjostakovitsj opriep in zijn symfonieën, maar dan alles teruggebracht naar een wat kleinere schaal. Het pathos en ironie zijn naar een lager niveau gebracht, maar bij beluistering valt de gelijkenis direct op. Ook andere werken van de componiste laten eenzelfde beeld zien. Een volle orkestratie zorgt voor stemmige gedragen muziek.

## Delen
1. Allegro Assai
2. Andante
3. Presto.

De buitendelen zijn de vitale ritmische delen; het middeldeel is meer de overpeinzing van het geheel.

## Bron en discografie
- Uitgave Toccata Classics: Nationaal Symfonieorkest van Estland o.l.v. Mihkel Kütson.